# Кхауяй
Кхауя́й (тайск.  อุทยานแห่งชาติเขาใหญ่ [ʔùt.tʰā.jāːn hɛ̀ŋ t͡ɕʰâːt kʰǎw jàj]) — национальный парк в Таиланде. Он располагается, в основном, в провинции Накхонратчасима, а также, содержит части провинций Сарабури, Прачинбури и Накхоннайок. Это первый в стране национальный парк, созданный 18 сентября 1962 года. Важную роль в его создании сыграл Boonsong Lekakul, один из самых известных деятелей охраны природы XX столетия в Таиланде.
Парк является вторым по величине в Таиланде. Он занимает площадь 2168 квадратных километров, в том числе вечнозелёных лесов и лугов. Высота колеблется от 400 до 1000 м над уровнем моря. В парке существуют 3000 видов растений, 320 видов птиц и 67 видов млекопитающих, в том числе гималайский медведь, индийский слон, гаур, тигры, гиббоны, индийский замбар, индийский олень мунтжак, и дикие свиньи. Водопады включают 80-метровый Heo Narok и Haeo Suwat, получившие известность в фильме «Пляж». Namtok Sarika наиболее популярен среди тайцев.
Недавние исследования популяций диких животных показывают, что, в частности, все те присутствующие здесь несколько особей тигров ощущают пагубное влияние деятельности человека в самом центре парка. Это исследование не оказало влияние на призывы правительства к предоставлению участков для частных объектов размещения на территории парка.
Парк часто посещают путешественники из Исана, Бангкока и окрестностей, из которых здесь существует более 50 км пешеходных троп.
В 1984 году парк стал парком наследия АСЕАН, а 14 июля 2005 года в парке вместе с другими парками в Донг Phaya Йен горы был включен в список объектов Всемирного наследия ЮНЕСКО под именем Лесного комплекса Донгфаяйен-Кхауяй (тайск. ป่าดงพญาเย็น-เขาใหญ่, англ. Dong Phaya Yen-Khao Yai Forest Complex). Земли, прилегающие к национальному парку, застраиваются роскошными гостиницами и занимаются под поля для гольфа для туристов, приезжающих на уикенд из Бангкока. Такое развитие ограничивает коридоры миграции диких животных, постоянно сокращается возможность сохранения и в будущем возможности приобретения земли для расширения природоохранной деятельности.
Сбор составляет 400 батов для иностранцев (200 — для детей), и 40 — для граждан Таиланда. Продовольствие имеется в продаже в частных заведениях на территории парка. Кроме того, в ночное время доступно развлечение «ночное сафари» — поездка на автомобиле типа «пикап» вечером. Встречи животных, как правило, ограничивается оленями и виверрами, и лишь изредка включают слонов.

## Галерея

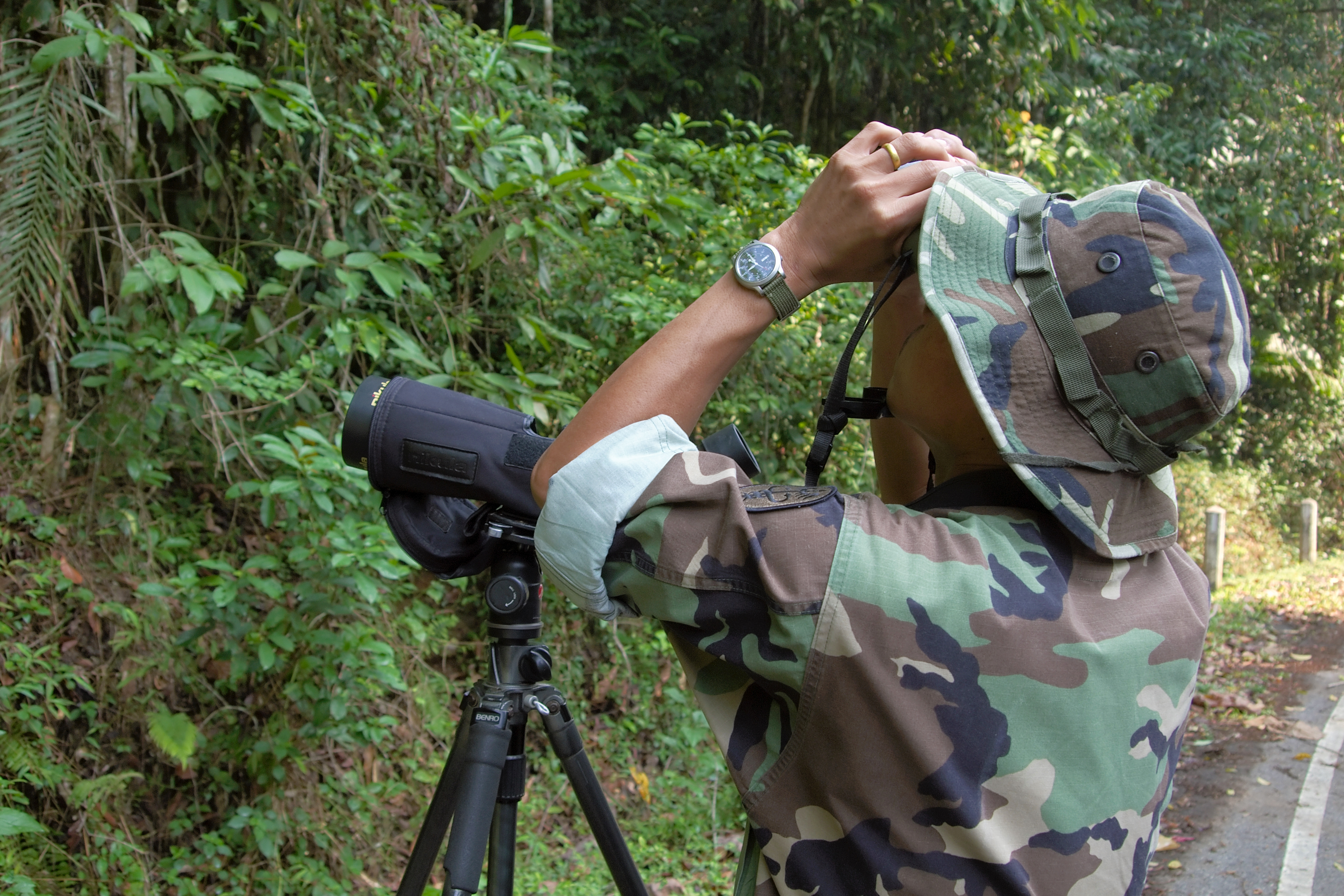
Рейнджер в парке
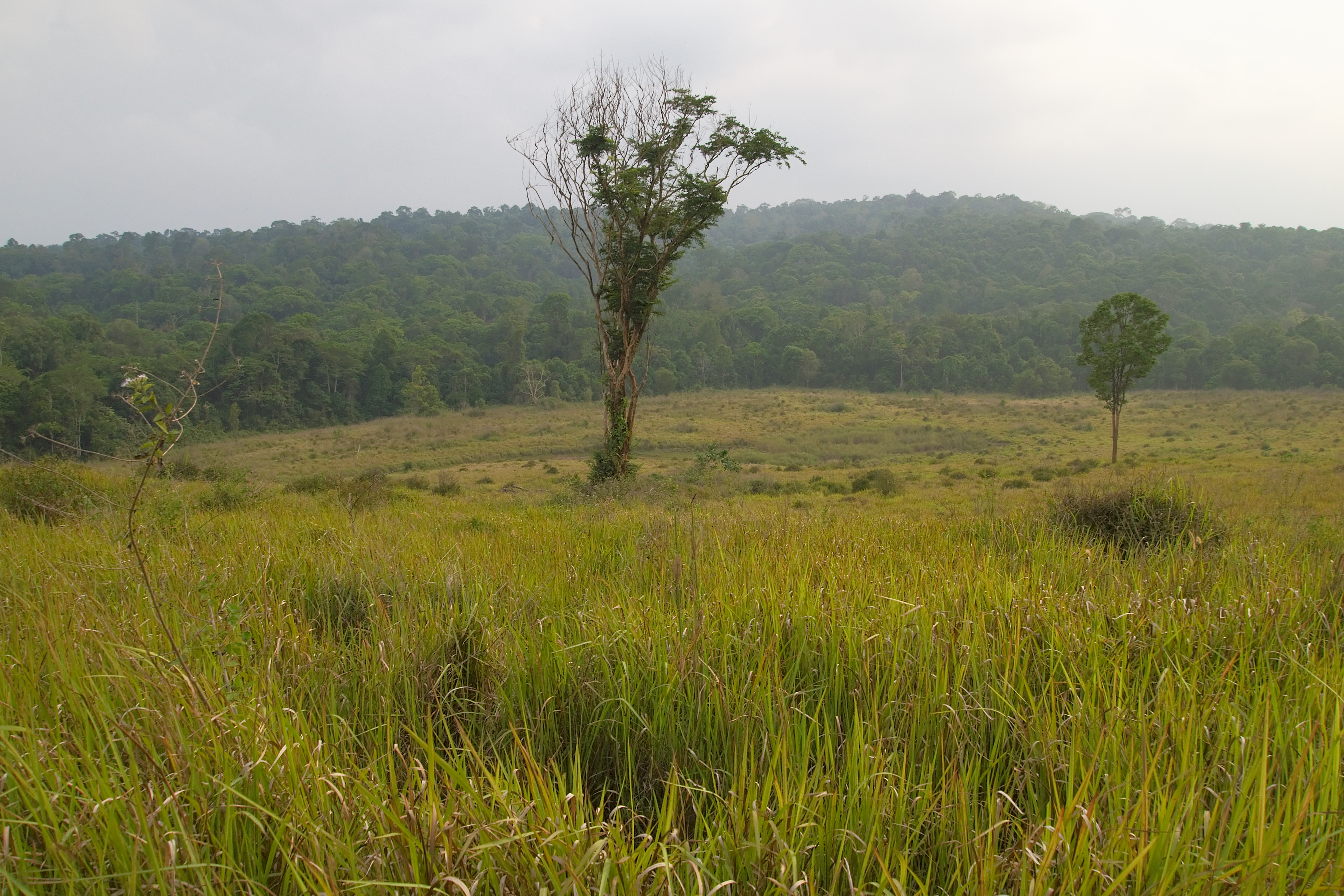
Луга
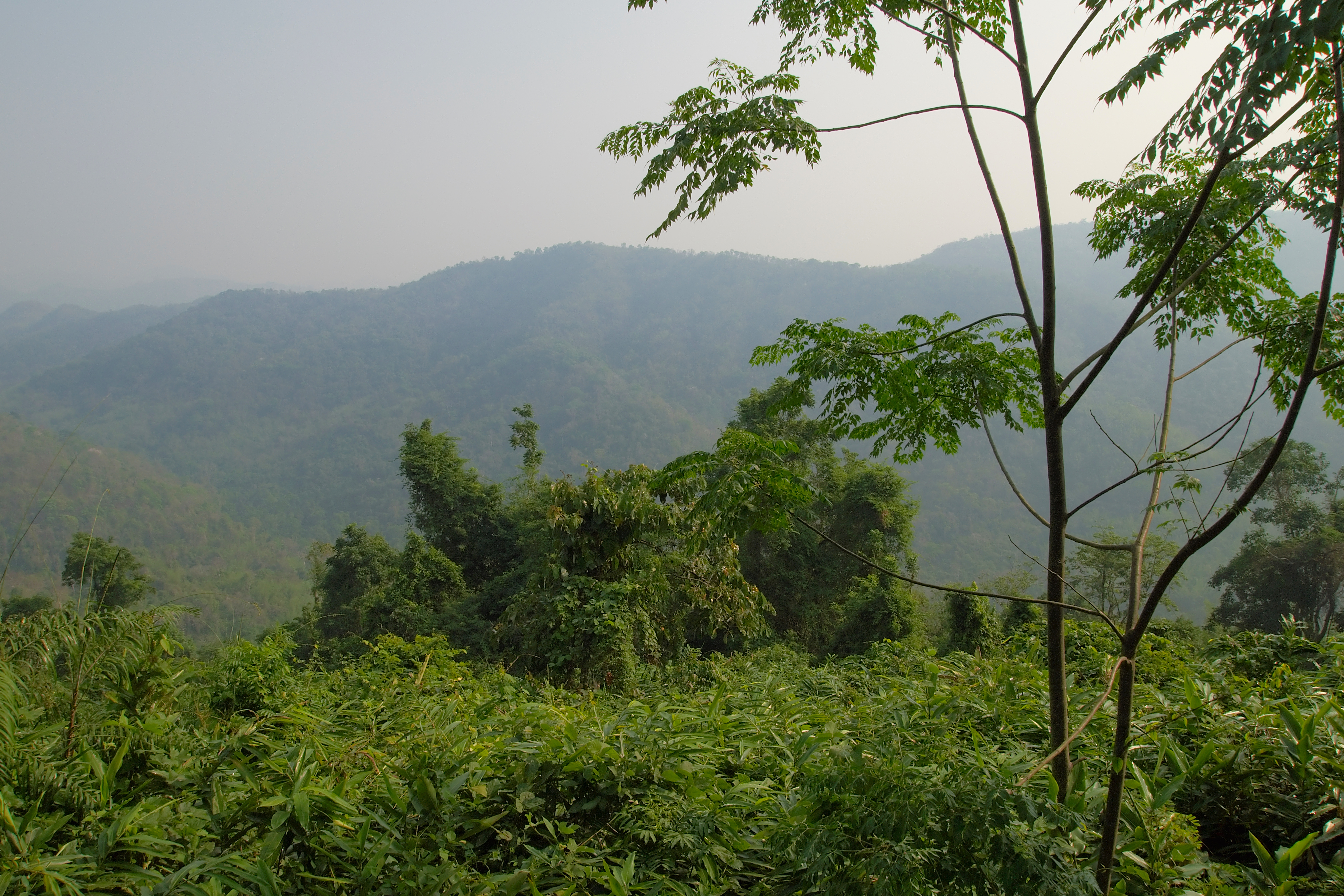
Вечнозеленый лес на склонах гор
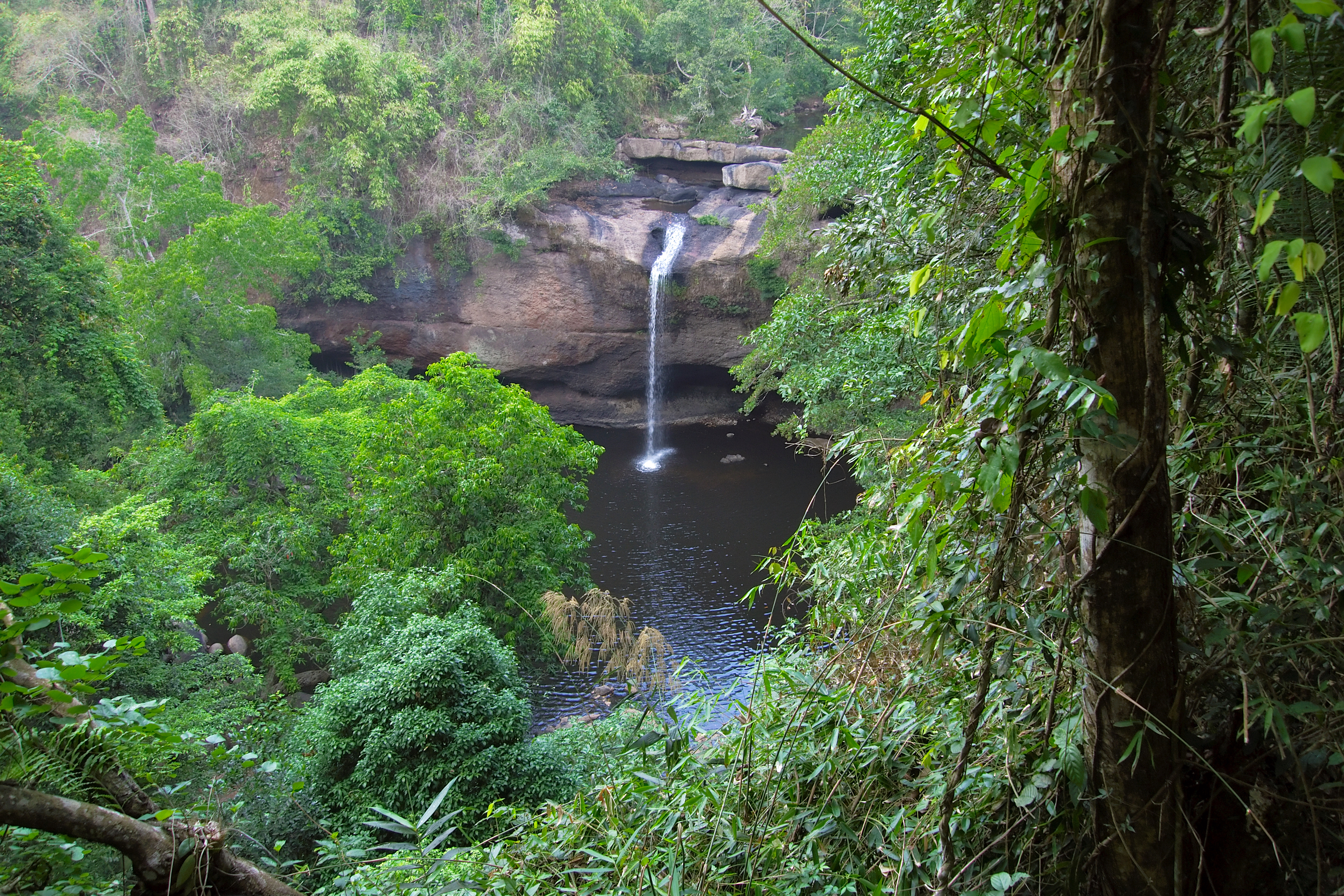
Водопад
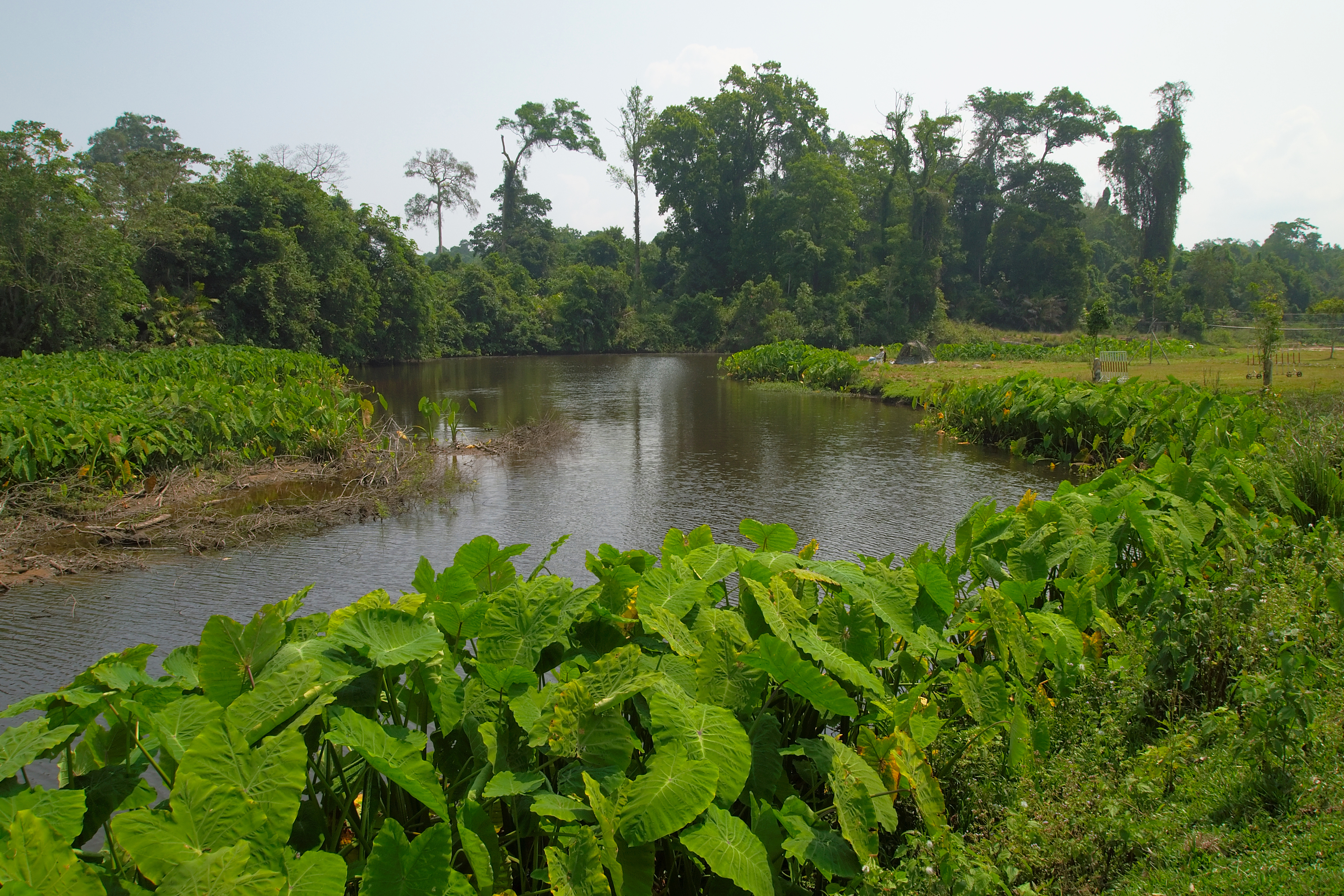
Озеро в тропическом лесу
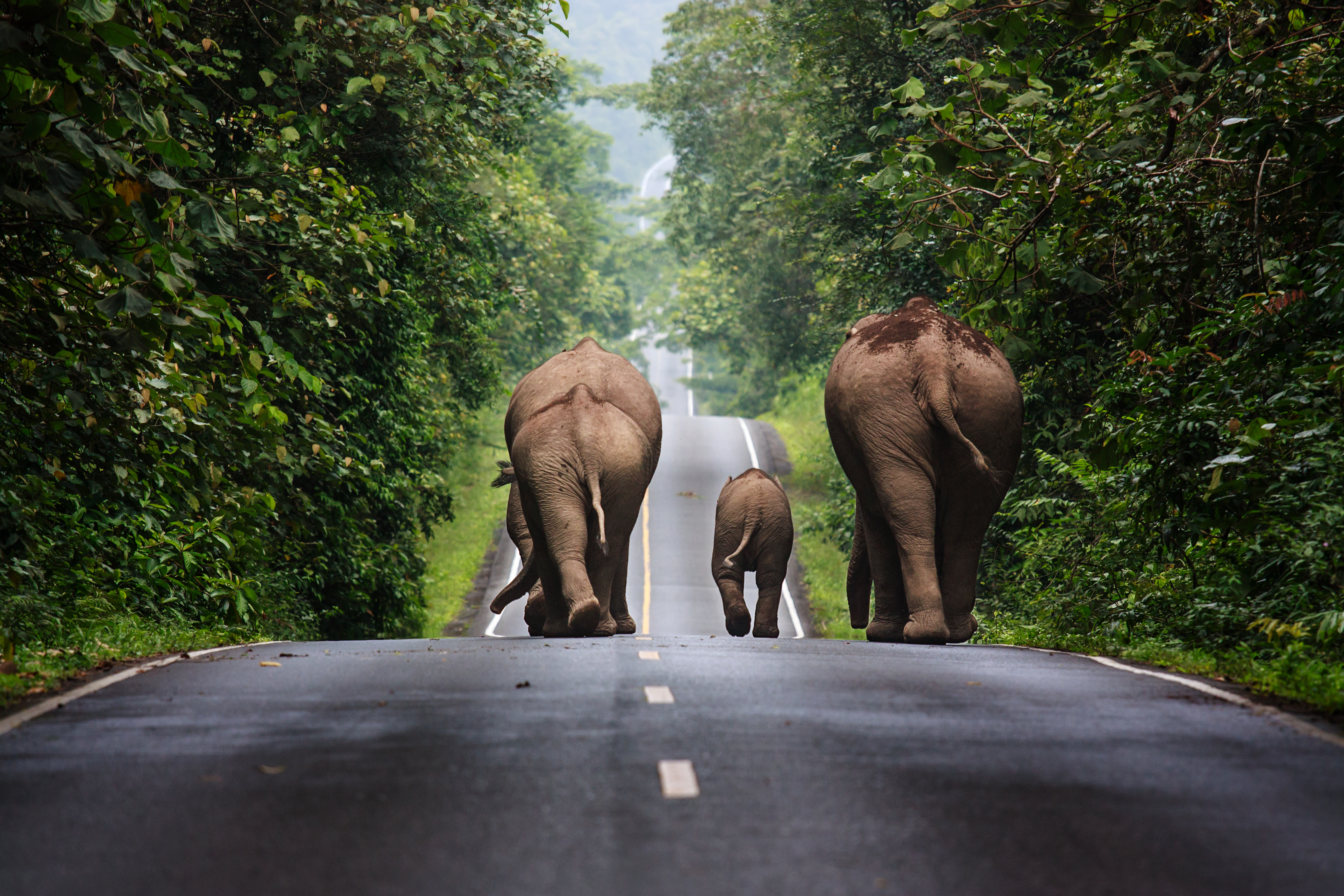
Слоны на главной дороге
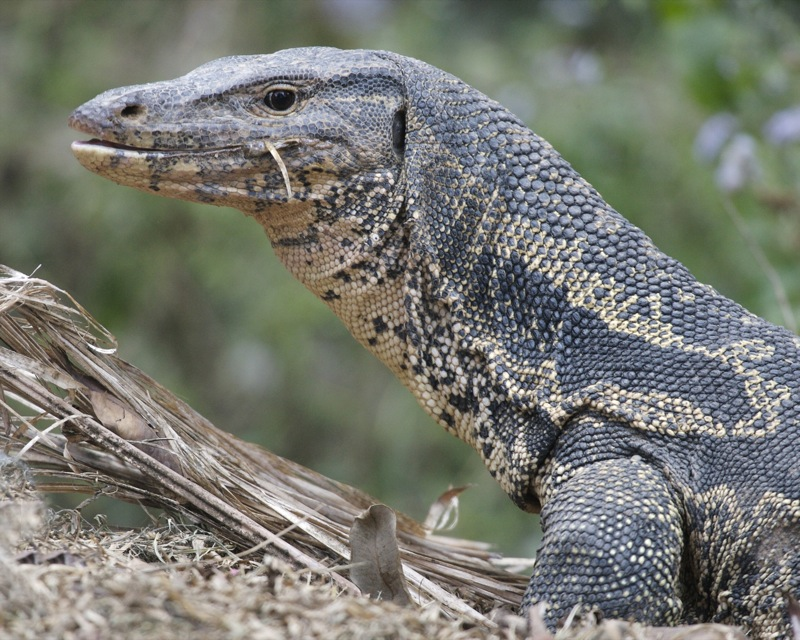
Полосатый варан